# Terbishiin Ariunzayaa
Terbishiin Ariunzayaa es una deportista mongola que compite en judo. Ganó una medalla de plata en el Campeonato Asiático de Judo de 2025, en la categoría de –57 kg.

## Palmarés internacional
| Campeonato Asiático | Campeonato Asiático | Campeonato Asiático | Campeonato Asiático |
| Año                 | Lugar               | Medalla             | Categoría           |
| ------------------- | ------------------- | ------------------- | ------------------- |
| 2025                | Bangkok (Tailandia) | Medalla de plata    | –57 kg              |